# Magnetometr SERF
Magnetometr wolny od relaksacji spowodowanej zderzeniami z wymianą spinu (ang. SERF – spin exchange relaxation free) to rodzaj magnetometru opracowanego na Uniwersytecie Princeton na początku XXI wieku. Magnetometry SERF mierzą pola magnetyczne wykorzystując do tego oddziaływanie między umieszczonymi w zewnętrznym polu magnetycznym parami atomów metali alkalicznych, a światłem laserowym.
Magnetometry te unikają relaksacji poprzez zwiększenie częstotliwości zderzeń z wymianą spinów. Zderzenia, które zwykle mieszają orientację spinów atomowych. Jednak po znaczącym zwiększeniu gęstości par atomowych (10 14 cm −3 ), dla bardzo niskich wartości pola magnetycznego, szybkość wymiany spinu jest znacznie większa od częstotliwości precesji magnetycznej. W takich warunkach oddziaływanie można sprowadzić do precesji uśrednionego spinu próbki w zewnętrznym polu magnetycznym, a uśredniony spin jest niewrażliwy na dekoherencję.
Magnetometr SERF osiąga bardzo wysoką czułość pomiaru pola magnetycznego. Jest ona wyższa niż tradycyjnych magnetometrów atomowych, dzięki eliminacji dominującego źródła dekoherencji spinu atomowego, jakim są zderzenia między atomami ośrodka czynnego. Magnetometry SERF należą do najczulszych czujników pola magnetycznego, a w niektórych przypadkach przewyższają nawet magnetometry oparte na interferencji kwantowej (SQUID) o porównywalnej wielkości. Przy objętości komórki z parami potasu wynoszącej 1 cm³ osiągnięto czułość 1 fT / √Hz. Magnetometry SERF należą do magnetometrów wektorowych zdolnych do jednoczesnego pomiaru wszystkich trzech składowych pola magnetycznego.

Zasada działania magnetometru atomowego. Atomy metalu alkalicznego zostają spinowo spolaryzowane za pomocą kołowo spolaryzowanej „wiązki pompującej” lasera (pump light). Spolaryzowany ośrodek staje się optycznie dwójłomny. Polaryzacja ośrodka precesuje w zewnętrznym polu magnetycznym, a razem z nią oś dwójłomności. Liniowo spolaryzowana wiązka światła laserowego, nazywana „wiązką sondującą” (probe light), przechodząca przez pary atomowe doznaje proporcjonalnego do natężenia zewnętrznego pola magnetycznego skręcenia płaszczyzny polaryzacji, na skutek nieliniowego efektu Faradaya